# Ljusgul höfjäril
Ljusgul höfjäril (Colias hyale) är en art i insektsordningen fjärilar som tillhör familjen vitfjärilar. Dess utbredningsområde omfattar stora delar av Europa och Asien. I Sverige betraktas denna fjäril oftast som en migrant från sydligare trakter, men periodvis har den haft mer fasta populationer i de södra delarna av landet, som på Öland och Gotland. 
Vingarna är ljust gulaktiga med ett mörkare band längs kanterna. Bandet är tydligare och bredare på framvingarna än på bakvingarna. Både på framvingarna och bakvingarna finns vid vingens mitt mot framkanten en fläck, som på framvingarna är mörk gråsvart och på bakvingarna gulorange. Vingbredden är 43 till 50 millimeter. 
Flygtiden för den fullbildade fjärilen, imagon, är i Norden från slutet av juli till september. Larven lever på blålusern. Om fjärilen övervintrar sker detta som larv.

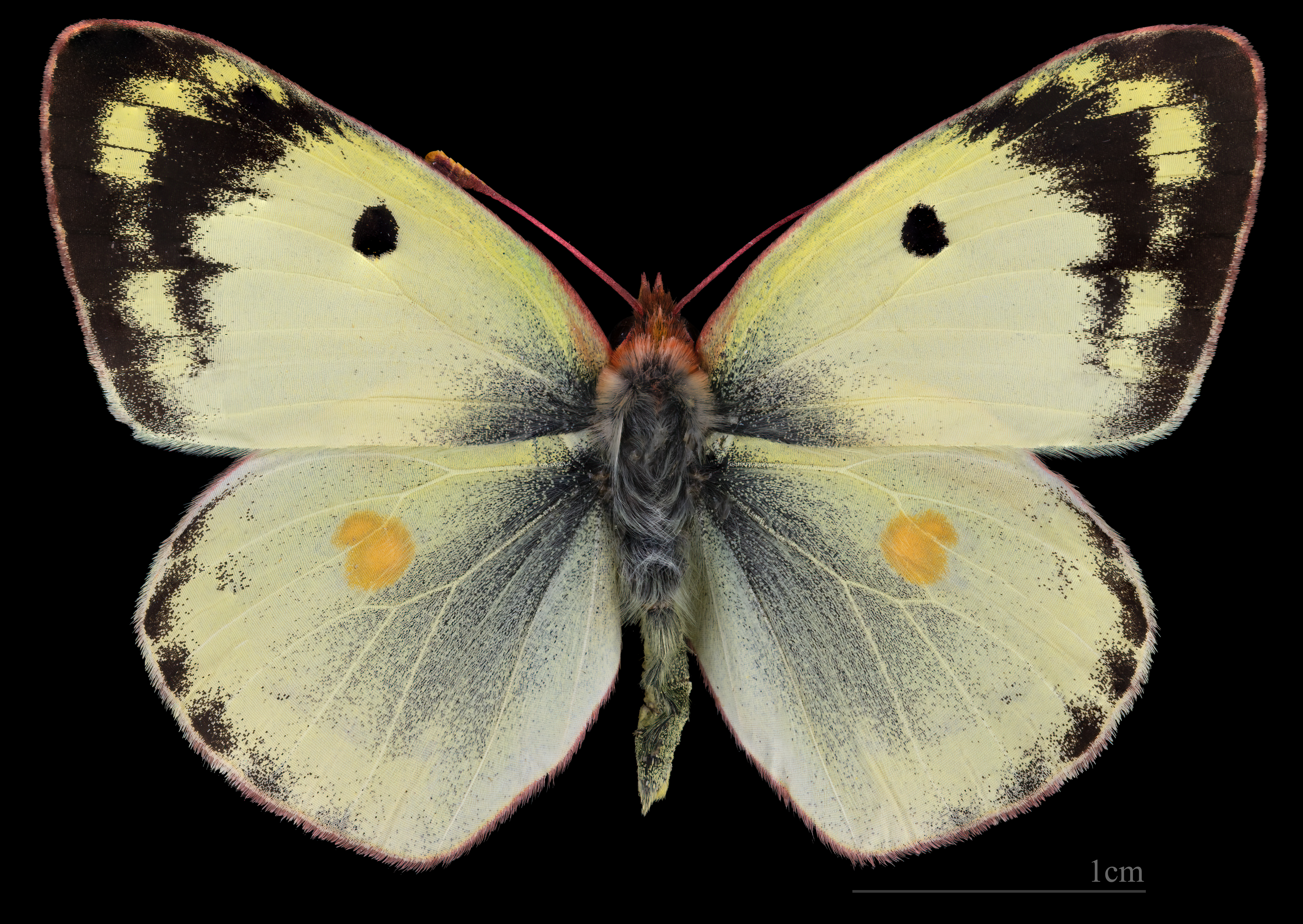
Colias hyale ♂
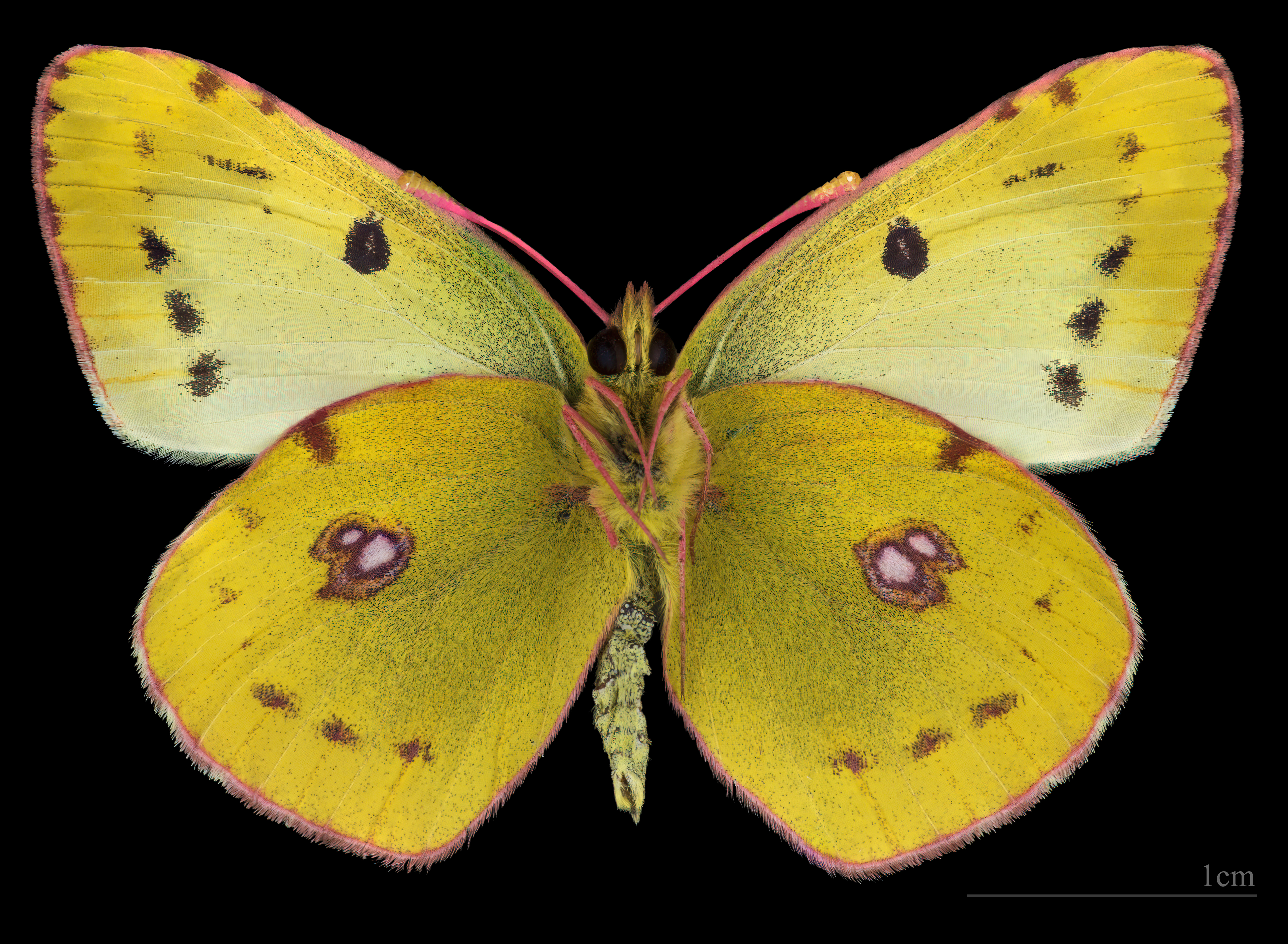
Colias hyale ♂ △
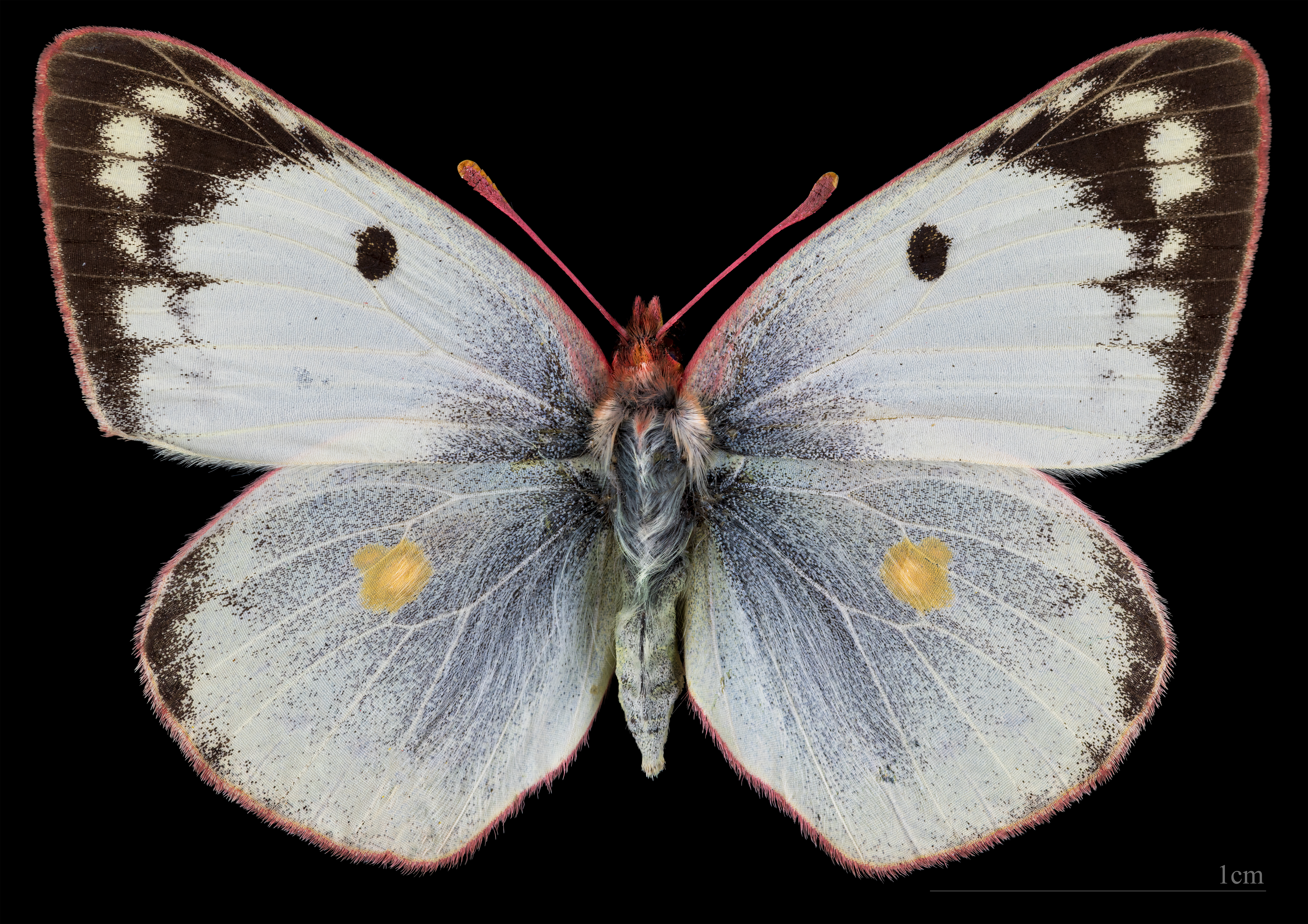
Colias hyale ♀
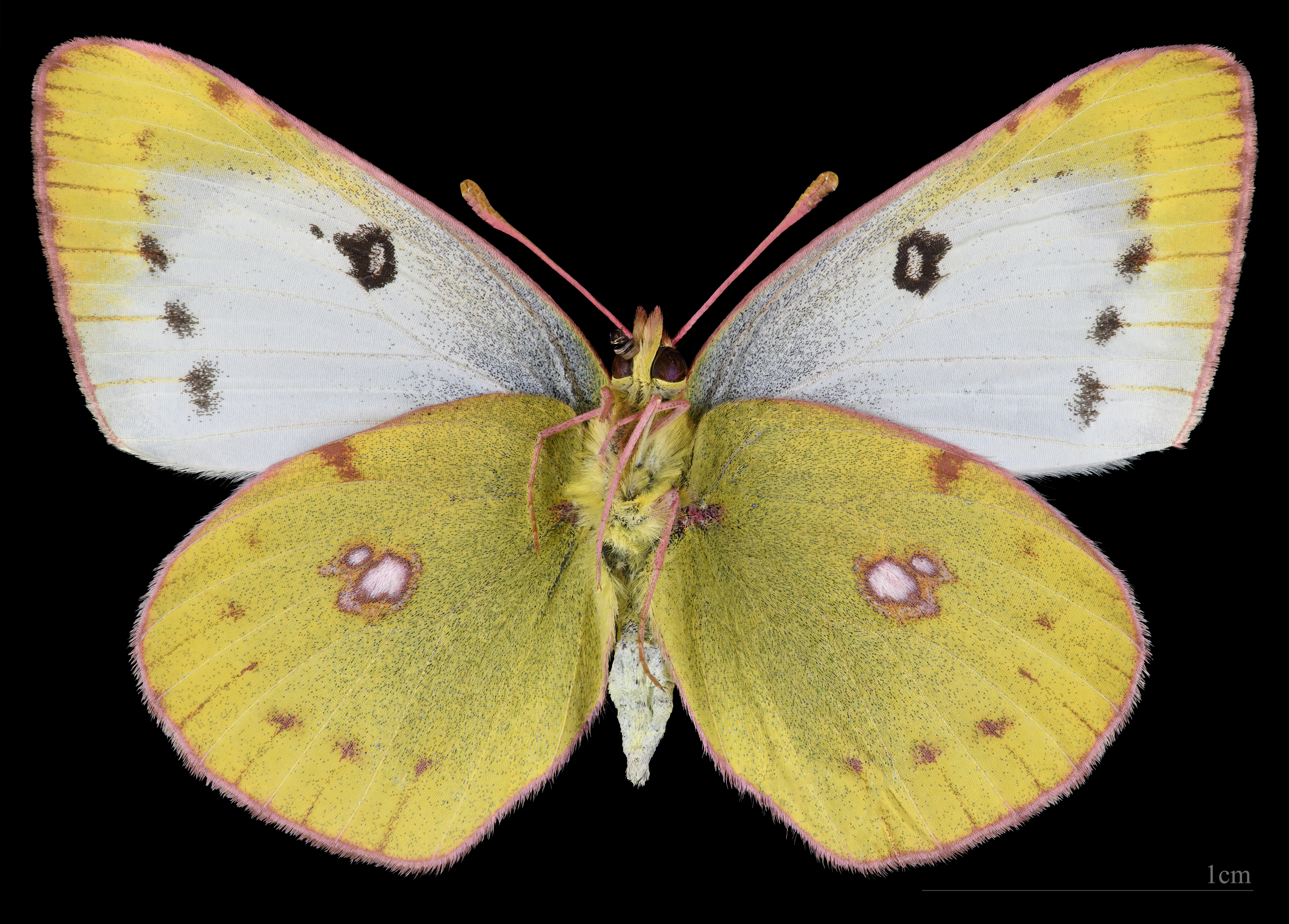
Colias hyale ♀ △